# شکم‌گرزواران
شکم‌گُرزواران (نام علمی: Cordulegastroidea) نام یک بالاخانواده از زیرراسته آسیابک است.